# كايتو تانيجوتشي
كايتو تانيجوتشي (باليابانية: 谷口 海斗) (مواليد 7 سبتمبر 1995) هو لاعب كرة قدم ياباني.

## وصلات خارجية
- كايتو تانيجوتشي على موقع رابطة كرة القدم اليابانية للمحترفين (اليابانية)
- كايتو تانيجوتشي على موقع قاعدة بيانات كرة القدم.إي يو (الإنجليزية)
- كايتو تانيجوتشي على موقع Soccerway.com (الإنجليزية)
- كايتو تانيجوتشي على موقع عالم كرة القدم.نت (الإنجليزية)